# PAdES
PAdES (do inglês: PDF Advanced Electronic Signatures) (do português: Assinaturas Eletrônicas Avançadas do PDF) é um conjunto de restrições e extensões do PDF e ISO 32000-1 que o torna adequado para assinatura eletrônica avançada. Este é publicado pelo ETSI como TS 102 778.

## Descrição
Enquanto PDF e a ISO 32000-1 provem um framework para assinar digitalmente seus documentos, o PAdES especifica perfis precisos para o uso com advanced electronic signature in the meaning of European Union Directive 1999/93/EC. Um importante beneficio do PAdES é que documentos assinados eletronicamente podem permanecer válidos por longos períodos, mesmo que o algoritmo criptográfico equivalente tenha sido quebrado.
PAdES reconhece que documentos assinados digitalmente podem ser usados ou arquivados por muitos anos - até mesmo décadas. Em qualquer momento no futuro, apesar dos avanços tecnológicos e outros avanços, deve ser possível validar o documento para confirmar que a assinatura era valida no momento em que foi assinada - um conceito conhecido como Long-Term Validation (LTV).
O padrão PAdES, ETSI Technical Specification (TS) 102 778, introduz um número de adaptações e extensões para o PDF para satisfazer os requisitos das diretivas.
PAdEs complementa dois outros conceitos de Assinatura Eletrônica, também desenvolvidos pela comissão do ETSI e ESI, ambos amplamente reconhecidos 
no âmbito da União Européia e adequado para aplicações que não envolvem documento legíveis: 
Cryptographic Message Syntax Advanced Electronic Signatures (CAdES) e XML Advanced Electronic Signatures (XAdES).
Assim como todos os padrões ETSI, os padrões PAdES, CAdES e XAdES podem ser acessados no site da ETSI ETSI download page[ligação inativa].
Uma assinatura eletrônica é uma forma para assinar documentos usando uma única credencial associada a uma determinada pessoa que é
logicamente ligada ou associada ao documento, carregando uma autoridade equivalente a uma assinatura manuscrita.
Pode ser usada para autenticar o assinante, bem como detectar qualquer alteração feita no documento após sua assinatura.
Assinaturas eletrônicas são reconhecidas como uma catalisador para o comércio eletrônico, especialmente transações na Internet.
A disponibilidade de técnicas de assinatura digital é um grande estimulo eBusiness and eGovernment.
Para documentos PDF, os dados da assinatura são incorporados diretamente com o documento PDF assinado, tal como uma assinatura de tinta torna-se uma parte integrante
de um documento em papel, permitindo que o arquivo completo em PDF seja copiado, armazenado e distribuído como um simples arquivo eletrônico.
A assinatura também pode ter a representação visual de um campo de formulário, tal como é em documentos impressos.
Uma vantagem significativa do PAdEs é que ele está sendo implementado por meio de softwares amplamente disponíveis:
Não requer o desenvolvimento ou customização de um software especializado.

## Padrões PAdES (ETSI TS 102 778)
As especificações técnicas do PAdES contém 6 partes:
- Parte 1: PAdEs Visão Geral - um documento do framework PAdES.
- Parte 2: PAdES Básico - Perfil baseado na ISO 32000-1.
- Parte 3: PAdES Aprimorado - PAdES-Assinatura Eletrônica Básica e PAdES-Perfis de Politicas de Assinaturas Eletrônicas.
- Parte 4: PAdES Longo Período- PAdES- Perfis de Validação de Longo Período
- Parte 5: PAdES para conteúdo XML - Perfis para assinaturas XAdES de conteúdo XML em arquivos PDF.
- Parte 6: Representação visual de assinaturas eletrônicas.

Os padrões do PAdES podem ser acessados em ETSI download page[ligação inativa].

## Ligações Externas
- Work Program for ETSI TS 102778 - PAdES
- ISO 32000-1:2008 Document of the PDF Standard at the International Organization for Standardization
- PAdES Frequently Asked Questions
- ETSI PAdES - explored and explained